# Techtrance
Techtrance is een muziekstijl die is ontstaan door techno-invloeden in trance-muziek te verwerken.
De stroming is rond 2000 ontstaan uit een nieuwe impuls om techno te mengen met Trance en is eigenlijk nog steeds in ontwikkeling. De techtrance kent nog een oudere voorloper die technotrance wordt genoemd. Deze is qua geluiden veel ouder en is duidelijk uit de begintijd van de trance. Om deze reden wordt techtrance als een nieuw subgenre beschouwd. Waar de eerste techtrance is ontstaan is niet precies te achterhalen, maar de invloeden van Engelse techno zijn dikwijls goed te horen en soms hebben tracks een Belgische sound.
In Nederland is de stijl het eerst in Noord-Brabant opgedoken en vooral in de omgeving Tilburg/Eindhoven/Breda zijn veel techtrance-dj's woonachtig.
Het is een muzieksoort die vaak erg 'donker' en 'duister' overkomt, onder andere door het gebruik van lage tonen, maar met een goed gevoel voor ritme en melodie. Een van de belangrijkste dj's die deze stijl in Nederland (en inmiddels daarbuiten) op de kaart heeft gezet is Marcel Woods. Ook Mark Norman en Marco V zijn heel belangrijke vertegenwoordigers vanaf het ontstaan van de techtrance.